# Innsbruck-Land (huyện)
Huyện Innsbruck Land là một huyện hành chính (Bezirk) ở Tirol, Áo. Huyện này giáp Bayern (Đức) về phía bắc, huyện Schwaz về phía đông, Bolzano-Bozen (Italia) về phía nam, và huyện Imst về phía tây.
Huyện này có diện tích 1.990,17 km², với dân số 181.698 (1. 1. năm 2021), với mật độ dân số 91 người trên mỗi km². Trung tâm hành chính huyện là Innsbruck.
| Năm    | 1869  | 1880  | 1890  | 1900  | 1910  | 1923  | 1934  | 1939  | 1951  | 1961  | 1971   | 1981   | 1991   | 2001   | 2011   | 2021   |
| ------ | ----- | ----- | ----- | ----- | ----- | ----- | ----- | ----- | ----- | ----- | ------ | ------ | ------ | ------ | ------ | ------ |
| Dân số | 43319 | 43268 | 43625 | 45027 | 52474 | 52981 | 61614 | 64613 | 78131 | 86174 | 107834 | 125299 | 141334 | 154940 | 165619 | 181698 |

- Nguồn: Statistik Austria

## Phân chia hành chính
The đô thị của huyện này:
- Absam
- Aldrans
- Ampass
- Axams
- Baumkirchen
- Birgitz
- Ellbögen
- Flaurling
- Fritzens
- Fulpmes
- Gnadenwald
- Götzens
- Gries am Brenner
- Gries im Sellrain
- Grinzens
- Gschnitz
- Hall in Tirol
- Hatting
- Inzing
- Kematen in Tirol
- Kolsass
- Kolsassberg
- Lans
- Leutasch
- Matrei am Brenner
- Mieders
- Mils
- Mutters
- Natters
- Navis
- Neustift im Stubaital
- Oberhofen im Inntal
- Obernberg am Brenner
- Oberperfuss
- Patsch
- Pettnau
- Pfaffenhofen
- Polling in Tirol
- Ranggen
- Reith bei Seefeld
- Rinn
- Rum
- Sankt Sigmund im Sellrain
- Scharnitz
- Schmirn
- Schönberg im Stubaital
- Seefeld in Tirol
- Sellrain
- Sistrans
- Steinach am Brenner
- Telfes im Stubai
- Telfs
- Thaur
- Trins
- Tulfes
- Unterperfuss
- Vals
- Volders
- Völs
- Wattenberg
- Wattens
- Wildermieming
- Zirl

| edit      | Các thành phố và huyện (Bezirke) của bang Tirol | Các thành phố và huyện (Bezirke) của bang Tirol                                                   | Flag of Austria |
| Tyrol map | Tyrol map                                       | Innsbruck Imst \| Innsbruck-Land \| Kitzbühel \| Kufstein \| Landeck \| Lienz \| Reutte \| Schwaz |                 |